# Xã Plain, Quận Renville, Bắc Dakota
Xã Plain (tiếng Anh: Plain Township) là một xã thuộc quận Renville, tiểu bang Bắc Dakota, Hoa Kỳ. Năm 2010, dân số của xã này là 30 người.